# Bryssels stadshus
Bryssels stadshus (franska Hôtel de Ville) ligger vid Grand-Place. Det började byggas under 1400-talet med bland annat Jacques van Thienen och Jan van Ruysbroeck som arkitekter.